# قائمة الأعلام الكويتية
فيما يلي قائمة بالأعلام والرايات المستخدمة في الكويت.

## العلم الوطني
| العلَم | التاريخ    | الاستخدام  | الوصف |
| ----- | ---------- | ---------- | --- |
|       | 1991-اليوم | علم الكويت | شكل مستطيل أفقي مقسم إلى ثلاثة أقسام أفقية متساوية ملونة، أعلاها الأخضر ومركزها الأبيض وأسفلها الأحمر، ويحتوي على شبه منحرف أسود قاعدته الكبرى جهة السارية ومساوية لعرض العلم، والقاعدة الصغرى مساوية لعرض اللون الأبيض. |

## العلم الملكي
| العلَم | التاريخ    | الاستخدام       | الوصف |
| ----- | ---------- | --------------- | --- |
|       | 1961-اليوم | علم أمير الكويت | شريط ثلاثي أفقي من الأخضر والأبيض والأحمر؛ مع شبه منحرف أسود يعتمد على جانب السارية مع تاج ذهبي في وسط الشريط الأخضر |

## الأعلام الملكية السابقة
| العلَم | التاريخ   | الاستخدام       | الوصف |
| ----- | --------- | --------------- | ----- |
|       | 1956-1961 | علم أمير الكويت | [ 2 ] |
|       | 1940-1956 | علم أمير الكويت |       |
|       | 1921-1940 | علم أمير الكويت |       |

## العلم العسكري
| العلَم | التاريخ    | الاستخدام                | الوصف                                                                |
| ----- | ---------- | ------------------------ | -------------------------------------------------------------------- |
|       | 1967-اليوم | علم الحرس الوطني الكويتي | علم أفقي ثنائي اللون الأخضر والأصفر مع شعار الحرس الوطني في المنتصف. |

## علم البلدية
| العلَم | التاريخ                       | الاستخدام        | الوصف                                |
| ----- | ----------------------------- | ---------------- | ------------------------------------ |
|       | غير معروف سنة الإحداث - اليوم | علم مدينة الكويت | حقل أبيض يحمل شعار المدينة في الوسط. |

## الأعلام التاريخية

### في عهد بلاد فارس قبل الإسلام
| العلَم | التاريخ             | الاستخدام                   | الوصف |
| ----- | ------------------- | --------------------------- | --- |
|       | 559-529 قبل الميلاد | لواء الإمبراطورية الأخمينية | ويسمى أيضًا درافش صاحباز، وكان راية كورش الكبير، مؤسس الإمبراطورية الأخمينية. |
|       | 224–632             | راية الإمبراطورية الساسانية | وتعرف أيضًا باسم ديرافش كافياني، وهي العلم الأسطوري والتاريخي لإيران حتى نهاية الدولة الساسانية، والتي وفقًا لرواية الفردوسي في الشاهنامه، ظهرت مع ثورة كاوه الحداد ضد الملك الظالم الضحاك وبداية مملكة الفريدون وسلالة بيشداديان. |

### تحت الحكم العربي الإسلامي
| العلَم | التاريخ | الاستخدام            | الوصف          |
| ----- | ------- | -------------------- | -------------- |
|       | 698–750 | علم الخلافة الأموية  | حقل أبيض.      |
|       | 750–945 | علم الخلافة العباسية | حقل أسود بسيط. |

### فيالدولة البويهية
| العلَم | التاريخ  | الاستخدام           | الوصف |
| ----- | -------- | ------------------- | ----- |
|       | 945-1055 | علم سلالة البويهيين |       |

### الدولة السلجوقية
| العلَم | التاريخ   | الاستخدام            | الوصف |
| ----- | --------- | -------------------- | ----- |
|       | 1055-1148 | علم الدولة السلجوقية |       |

### تحت حكم المغول
| العلَم | التاريخ   | الاستخدام                             | الوصف                                                                        |
| ----- | --------- | ------------------------------------- | ---------------------------------------------------------------------------- |
|       | 1258-1368 | علم معركة إمبراطورية المغول           | راية زرقاء تحمل رمز سويومبو في المنتصف، وثلاثة ذيول حمراء مسننة على الذبابة. |
|       | 1258-1432 | علم الدولة الإلخانية وسلطنة الجلائرية | مربع قرمزي على حقل ذهبي.                                                     |

### قره قويونلو
| العلَم | التاريخ   | الاستخدام       | الوصف |
| ----- | --------- | --------------- | ----- |
|       | 1432–1468 | علم قره قويونلو |       |

### آق قويونلو
| العلَم | التاريخ   | الاستخدام                            | الوصف |
| ----- | --------- | ------------------------------------ | ----- |
|       | 1452-1478 | علم آق قويونلو من فترة حكم أوزون حسن | [ 5 ] |

### الإمبراطورية التيمورية
| العلَم | التاريخ   | الاستخدام            | الوصف |
| ----- | --------- | -------------------- | ----- |
|       | 1384–1405 | علم الدولة التيمورية |       |
|       | 1405–1502 | علم الدولة التيمورية |       |

### تحت الحكم البرتغالي
| العلَم | التاريخ   | الاستخدام          | الوصف                                       |
| ----- | --------- | ------------------ | ------------------------------------------- |
|       | 1521-1533 | علم مملكة البرتغال | حقل أبيض مع شعار النبالة الملكي في المنتصف. |

### الدولة الصفوية
| العلَم | التاريخ                   | الاستخدام         | الوصف |
| ----- | ------------------------- | ----------------- | ----- |
|       | 1502–1524                 | علم إيران الصفوية |       |
|       | 1524–1533 </br> 1623-1638 | علم إيران الصفوية | [ 6 ] |

### الامبراطورية العمانية
| العلَم | التاريخ   | الاستخدام                 | الوصف |
| ----- | --------- | ------------------------- | --- |
|       | 1670-1716 | علم إمامة عمان            | حقل أبيض يحمل الشعار الملكي في الكانتون.                                                                       |
|       | 1696–1716 | علم الامبراطورية العمانية | حقل أبيض مكتوب عليه باللغة العربية باللون الأحمر في الأعلى (نصر من الله وفتح قريب)، وسيف أحمر يشير إلى اليمين. |

### الدولة العثمانية
| العلَم            | التاريخ             | الاستخدام                                | الوصف                                                       |
| ---------------- | ------------------- | ---------------------------------------- | ----------------------------------------------------------- |
|                  | 1533-1623 1638-1793 | علم الدولة العثمانية                     | حقل أحمر مع قرص أخضر في المنتصف و3 هلالات ذهبية داخل القرص. |
|                  | 1793–1844           | علم الدولة العثمانية                     | حقل أحمر به هلال أبيض ونجمة ذات ثمانية رؤوس.                |
|                  | 1844–1914           | علم الدولة العثمانية                     | حقل أحمر به هلال أبيض ونجمة خماسية الرؤوس.                  |
| الكويت العثمانية |                     |                                          |                                                             |
|                  | 1746-1871           | العلم السليمي                            |                                                             |
|                  | 1746-1871           | العلم السليمي (نسخة مختلفة)              |                                                             |
|                  | 1903                | العلم الدبلوماسي خلال زيارة اللورد كرزون |                                                             |

### تحت الحكم البريطاني
| العلَم             | التاريخ   | الاستخدام                                            | الوصف                                                                           |
| ----------------- | --------- | ---------------------------------------------------- | ------------------------------------------------------------------------------- |
|                   | 1914-1961 | علم المملكة المتحدة                                  | مُركّب من علمي إنجلترا واسكتلندا مع علم القديس باتريك (الذي يمثل أيرلندا).        |
|                   | 1914–1947 | علم الهند البريطانية                                 | راية حمراء تحمل علم الاتحاد في الكانتون، مع شعار نجمة الهند المعروض على الغلاف. |
| الكويت البريطانية |           |                                                      |                                                                                 |
|                   | 1914-1921 | علم الكويت البريطانية                                | [ 11 ] [ 12 ]                                                                   |
|                   | 1921-1940 | علم الكويت البريطانية                                | [ 11 ] [ 12 ]                                                                   |
|                   | 1940-1961 | علم الكويت البريطانية                                | [ 11 ] [ 12 ]                                                                   |
| الأعلام العسكرية  |           |                                                      |                                                                                 |
|                   | 1920      | علم المعركة الذي تم رفعه خلال معركة الجهراء عام 1920 | [ 11 ] [ 12 ]                                                                   |
|                   | 1956-1961 | اللواء البحري للكويت                                 | [ 11 ] [ 12 ]                                                                   |

### بعد الاستقلال
| العلَم | التاريخ   | الاستخدام  | الوصف                                                                                         |
| ----- | --------- | ---------- | --------------------------------------------------------------------------------------------- |
|       | 1961-1990 | علم الكويت | ثلاثي الألوان أفقي من الأخضر والأبيض والأحمر؛ مع شبه منحرف أسود اللون يعتمد على جانب الرافعة. |

## أعلام مقترحة
| العلَم | التاريخ   | الاستخدام        | الوصف |
| ----- | --------- | ---------------- | ----- |
|       | 1906      | علم مقترح للكويت |       |
|       | 1909-1915 | علم مقترح للكويت |       |